# 17427 Poe
17427 Poe este o planetă minoră (asteroid), cu un diametru de 13,552 km, din centura de asteroizi. A fost descoperită pe 4 februarie 1989 la Observatorul European Austral de Eric Walter Elst și a fost numită după Edgar Allan Poe. 
Obiectul prezintă o orbită caracterizată de o semiaxă mare de 3,5595731 UAi, o excentricitate de 0,1, o înclinație de 10,82575 ° în raport cu ecliptica.